# Juegos Mundiales de Patinaje
Los Juegos Mundiales de Patinaje (World Skate Games oficialmente y en inglés) son una competición que auna los campeonatos mundiales en categoría absoluta tanto masculina como femenina de las distintas modalidades del deporte del patinaje. Están organizados por Word Skate (WS), organización sucesora desde 2017 de la Federación Internacional de Patinaje (FIRS). Se organizan bienalmente a partir de 2017, inicialmente en los años impares durante las dos primeras ediciones, aunque a raíz de la pandemia del Covid-19 la tercera edición pasó al año 2022 y su realización pasó a los años pares.
Se disputan en una sola ciudad designada por WS, pudiendo extenderse algunas pruebas a las localidades cercanas, a lo largo de dieciséis días consecutivos.

## Gestación del proyecto
En 2014 la FIRS presentó la idea de organizar una gran competición conjunta celebrando simultáneamente en una sola ciudad los campeonatos mundiales de todas las modalidades de patinaje. Con ello se pretende aumentar el interés del público por cada uno de estos campeonatos y a la vez globalizar el conocimiento de este deporte en su conjunto, puesto que en cada país existen determinadas modalidades que tienen cierta popularidad mientras que otras son casi desconocidas o ni siquiera se practican.
Celebrando simultáneamente los campeonatos tanto masculinos como femeninos de las distintas modalidades, incluyendo sus respectivas submodalidades, se estimaba la concurrencia de alrededor de 4.500 deportistas, a los que habŕia que añadir otros 1.500 participantes entre técnicos, árbitros, directivos y restante personal complementario.
Uno de los alicientes que se ofreceron fue la convivencia durante los días de competición de todos los participantes en un complejo residencial conjunto, a modo de villa olímpica, denominado "Roller Village".
La idea es que los Juegos se celebren bienalmente dando lugar a la disputa de los distintos campeonatos mundiales, dejando el año anterior a cada celebración de los Juegos para la disputa de los campeonatos continentales, los cuales pueden servir como clasificación para los mundiales del año posterior.
En febrero de 2015 se procedió a la elección de la sede de los primeros Juegos, presentándose las candidaturas de Barcelona (España) y Lima (Perú), resultando elegida la primera. Sin embargo, tras las elecciones municipales celebradas en mayo, el nuevo equipo de gobierno municipal barcelonés comenzó a plantear la posibilidad de renunciar a organizar los Juegos para evitar destinar recursos económicos a este tipo de actividades, o bien retrasarlos para poder implementar una mejor organización.
Finalmente en enero de 2016 la FIRS decidió encomendar la organización de la primera edición de los Juegos en 2017 a la ciudad china de Nankín, mientras que en el mes de abril se acordó con la ciudad de Barcelona que ésta organizaría la segunda edición en 2019.
De cara a la tercera edición de 2021, se ofreció a Lima ser la ciudad anfitriona de los Juegos, aunque la no aceptación peruana llevó a que su concesión se dirigiera a Argentina, previendo inicialmente que su sede fuera la capital Buenos Aires.

## Especialidades
Se disputan más de cien pruebas de once distintas modalidades del patinaje sobre ruedas:
- Hockey sobre patines en línea
- Hockey sobre patines
- Patinaje de velocidad (pista y ruta)
- Patinaje alpino
- Patinaje artístico sobre ruedas
- Patinaje agresivo (patinaje free style o radical)
- Roller derby
- Patinaje Freestyle
- Skateboarding
- Descenso en patinaje
- Scooter

## Resumen de resultados

### Ganadores globales. Número de campeonatos ganados
| Ed. | Año  | Sede         | Subsedes                                      | Modalidades | Pruebas | Medallero                         |
| --- | ---- | ------------ | --------------------------------------------- | ----------- | ------- | --------------------------------- |
| I   | 2017 | Nankín       |                                               | 10          | 109     | Colombia 25 Italia 20 Francia 10  |
| II  | 2019 | Barcelona    | Mollet del Vallès Tarrasa Villanueva y Geltrú | 11          | 117     | Italia 21 Colombia 21 Alemania 11 |
| III | 2022 | Buenos Aires | San Juan                                      | 12          | 181     | Colombia 20 Italia 16 España 16   |
| IV  | 2024 | Roma         | Novara Pescara Rimini                         |             |         | Italia 31 Colombia 21 España 19   |
| V   | 2026 | Asunción     |                                               |             |         |                                   |

### Deportes de equipo

#### Hockey sobre patines
| Masculino | Masculino   | Masculino | Masculino | Masculino | Masculino |
| Pos.      | Previo 2015 | 2017      | 2019      | 2022      | 2024      |
| --------- | ----------- | --------- | --------- | --------- | --------- |
|           | ARG         | ESP       | POR       | ARG       | ESP       |
|           | ESP         | POR       | ARG       | POR       | ARG       |
|           | POR         | ARG       | ESP       | FRA       | ITA       |
| 4.        | ALE         | ITA       | FRA       | ITA       | POR       |
| 5.        | ITA         | ANG       | ITA       | ESP       | FRA       |
| 6.        | FRA         | COL       | ANG       | ANG       | ANG       |
| 7.        | MOZ         | CHI       | CHI       | CHI       | SUI       |
| 8.        | CHI         | MOZ       | COL       | ALE       | AND       |
| 9.        | ANG         | FRA       | MOZ       | COL       | CHI       |
| 10.       | SUI         | ALE       | AND       | MOZ       | ING       |
| 11.       | BRA         | NED       | SUI       | AND       | COL       |
| 12.       | AUT         | AUT       | ALE       | SUI       | USA       |
| 13.       | COL         | SAF       | ING       | BRA       | ALE       |
| 14.       | NED         | MAC       | BRA       | AUT       | BRA       |
| 15.       | ING         | USA       | AUS       | ISR       | AUS       |
| 16.       | SAF         | EGI       | EGI       | AUS       | EGI       |
| 17.       | USA         | ISR       | NED       | USA       | AUT       |
| 18.       | URU         | IND       | BEL       | URU       | URU       |
| 19.       | MAC         | JAP       | URU       | EGI       | NED       |
| 20.       | EGI         | AUS       | IND       | SAF       | ISR       |
| 21.       |             | TAI       | AUT       | NZL       | MOZ       |
| 22.       |             | NZL       | USA       | MEX       | SAF       |
| 23.       |             |           | MAC       |           | IND       |
| 24.       |             |           | JAP       |           | JAP       |
| 25.       |             |           | NZL       |           | MEX       |
| 26.       |             |           | CHN       |           | CHN       |
| 27.       |             |           | TAI       |           | NZL       |

| Femenino | Femenino    | Femenino | Femenino | Femenino | Femenino |
| Pos.     | Previo 2016 | 2017     | 2019     | 2022     | 2024     |
| -------- | ----------- | -------- | -------- | -------- | -------- |
|          | ESP         | ESP      | ESP      | ARG      | ESP      |
|          | POR         | ARG      | ARG      | ESP      | POR      |
|          | ARG         | ALE      | CHI      | POR      | ARG      |
| 4.       | FRA         | CHI      | ITA      | ITA      | ITA      |
| 5.       | CHI         | FRA      | POR      | CHI      | CHI      |
| 6.       | COL         | ITA      | ALE      | FRA      | COL      |
| 7.       | ITA         | POR      | FRA      | COL      | GBR      |
| 8.       | ALE         | USA      | SUI      | ALE      | FRA      |
| 9.       | BRA         | GBR      | COL      | SUI      | ALE      |
| 10.      | USA         | IND      | GBR      | BRA      | AUS      |
| 11.      | SAF         | TPE      | JAP      | AUS      | BRA      |
| 12.      | IND         |          | USA      | MEX      | NED      |
| 13.      | EGI         |          | IND      |          | JAP      |
| 14.      |             |          | CHN      |          | EGI      |
| 15.      |             |          |          |          | MEX      |
| 16.      |             |          |          |          | USA      |
| 17.      |             |          |          |          | IND      |
| 18.      |             |          |          |          | CHN      |
| 19.      |             |          |          |          | NZL      |

#### Hockey en línea
| Masculino | Masculino     | Masculino | Masculino | Masculino | Masculino |
| Pos.      | Anterior 2016 | 2017      | 2019      | 2022      | 2024      |
| --------- | ------------- | --------- | --------- | --------- | --------- |
|           | CZE           | FRA       | USA       | CZE       | USA       |
|           | ITA           | ITA       | CZE       | ITA       | CZE       |
|           | FRA           | CZE       | FRA       | USA       | ITA       |
| 4.        | USA           | CAN       | CAN       | FRA       | NAM       |
| 5.        | CAN           | ESP       | ESP       | ESP       | TPE       |
| 6.        | SUI           | LAT       | SUI       | TPE       | ARG       |
| 7.        | ARG           | SUI       | SVK       | SVK       | CAN       |
| 8.        | LAT           | COL       | ITA       | ARG       | SWE       |
| 9.        | POL           | USA       | COL       | CAN       | FRA       |
| 10.       | SWE           | ARG       | LAT       | BRA       | SUI       |
| 11.       | GBR           | SWE       | BRA       | COL       | SVK       |
| 12.       | TPE           | TPE       | GBR       | SUI       | BEL       |
| 13.       | ESP           | JAP       | SWE       | MEX       | ESP       |
| 14.       | IRI           | ALE       | ALE       | JAP       | GBR       |
| 15.       | NED           | BRA       | NAM       | ALE       | COL       |
| 16.       | MEX           | CHN       | TPE       | IRL       | AUS       |
| 17.       | COL           | KOR       | MEX       | URU       | ALE       |
| 18.       | MAC           | IND       | IRI       |           | MEX       |
| 19.       | ALE           | MAC       | JAP       |           | BRA       |
| 20.       | CHN           | HKG       | IRL       |           | JAP       |
| 21.       | AUS           |           | CHN       |           | POL       |
| 22.       | IND           |           | MAC       |           | CHN       |
| 23.       | VEN           |           | IND       |           | CHI       |
| 24.       |               |           |           |           | IND       |

| Femenino | Femenino      | Femenino | Femenino | Femenino | Femenino |
| Pos.     | Anterior 2016 | 2017     | 2019     | 2022     | 2024     |
| -------- | ------------- | -------- | -------- | -------- | -------- |
|          | CAN           | USA      | USA      | ESP      | USA      |
|          | USA           | ESP      | CZE      | FRA      | ESP      |
|          | FRA           | CAN      | ESP      | USA      | FRA      |
| 4.       | CZE           | CZE      | ITA      | ARG      | CAN      |
| 5.       | ESP           | ITA      | CAN      | ITA      | NAM      |
| 6.       | FIN           | NZL      | FIN      | MEX      | MEX      |
| 7.       | ITA           | FRA      | FRA      | CAN      | ITA      |
| 8.       | NAM           | AUS      | JAP      | COL      | ARG      |
| 9.       | SUI           | ARG      | GBR      | BRA      | ALE      |
| 10.      | AUS           | CHN      | SWE      | URU      | COL      |
| 11.      | TAI           | KOR      | NZL      |          | GBR      |
| 12.      | GBR           | IND      | AUS      |          | BEL      |
| 13.      | NZL           |          | TAI      |          | TAI      |
| 14.      | LET           |          | CHN      |          | JAP      |
| 15.      | SWE           |          | IND      |          | BRA      |
| 16.      | IND           |          |          |          | AUS      |
| 17.      | IRI           |          |          |          | AUT      |
| 18.      |               |          |          |          | CHI      |
| 19.      |               |          |          |          | IRL      |
| 20.      |               |          |          |          | CHN      |
| 21.      |               |          |          |          | IND      |

#### Roller Derby
| Masculino | Masculino     | Masculino | Masculino | Masculino |
| Pos.      | Anterior 2016 | 2017      | 2019      | 2024      |
| --------- | ------------- | --------- | --------- | --------- |
|           | USA           | USA       | USA       | USA       |
|           | ENG           | AUS       | ESP       | AUS       |
|           | AUS           | ESP       | AUS       | CHN       |
| 4.        | CAN           |           | JAP       | IND       |
| 5.        | FRA           |           | CHN       |           |

| Femenino | Femenino      | Femenino | Femenino | Femenino |
| Pos.     | Anterior 2016 | 2017     | 2019     | 2024     |
| -------- | ------------- | -------- | -------- | -------- |
|          | USA           | USA      | AUS      | USA      |
|          | ENG           | AUS      | ESP      | AUS      |
|          | AUS           | ESP      | USA      | IND      |
| 4.       | CAN           | JAP      | IND      | CHN      |
| 5.       | FRA           |          | CHN      |          |

## Medallero histórico
| Núm. | País               | Oro | Plata | Bronce | Total |
| ---- | ------------------ | --- | ----- | ------ | ----- |
| 1    | Italia             | 88  | 73    | 71     | 201   |
| 2    | Colombia           | 87  | 43    | 27     | 136   |
| 3    | España             | 31  | 34    | 32     | 97    |
| 4    | Francia            | 27  | 25    | 26     | 78    |
| 5    | República de China | 24  | 31    | 32     | 87    |
| 6    | Estados Unidos     | 23  | 17    | 8      | 48    |
| 7    | Alemania           | 21  | 17    | 28     | 66    |
| 8    | China              | 16  | 9     | 5      | 30    |
| 9    | Argentina          | 10  | 11    | 13     | 34    |
| 10   | Bélgica            | 8   | 4     | 11     | 23    |
| 11   | Rusia              | 8   | 8     | 5      | 21    |
| 12   | Japón              | 7   | 11    | 5      | 23    |
| 13   | Portugal           | 7   | 8     | 11     | 26    |
| 14   | Letonia            | 6   | 7     | 7      | 20    |
| 15   | Brasil             | 6   | 6     | 7      | 19    |
| 16   | Senegal            | 4   | 1     | 1      | 6     |
| 17   | Corea del Sur      | 3   | 10    | 13     | 26    |
| 18   | República Checa    | 3   | 4     | 2      | 9     |
| 19   | Suiza              | 3   | 0     | 1      | 4     |
| 20   | El Salvador        | 3   | 0     | 0      | 3     |
| 21   | Polonia            | 2   | 4     | 5      | 11    |
| 22   | Australia          | 2   | 4     | 3      | 9     |
| 23   | Tailandia          | 2   | 1     | 0      | 3     |
| 24   | Canadá             | 2   | 0     | 3      | 5     |
| 25   | Ecuador            | 1   | 4     | 8      | 13    |
| 26   | Chile              | 1   | 2     | 9      | 12    |
| 27   | México             | 1   | 2     | 4      | 7     |
| 28   | Irán               | 1   | 2     | 3      | 6     |
| 29   | Venezuela          | 1   | 2     | 0      | 3     |
| 30   | India              | 1   | 1     | 0      | 2     |
| 31   | Reino Unido        | 1   | 0     | 3      | 4     |
| 32   | Namibia            | 1   | 0     | 0      | 1     |
|      | Costa de Marfil    | 1   | 0     | 0      | 1     |
|      | Israel             | 1   | 0     | 0      | 1     |
| 35   | Nueva Zelanda      | 0   | 2     | 1      | 3     |
|      | Rumania            | 0   | 2     | 1      | 3     |
| 37   | Países Bajos       | 0   | 1     | 0      | 1     |
|      | Paraguay           | 0   | 1     | 0      | 1     |
|      | Perú               | 0   | 1     | 0      | 1     |
|      | Ucrania            | 0   | 1     | 0      | 1     |
| 41   | Guatemala          | 0   | 0     | 1      | 1     |
|      | Eslovaquia         | 0   | 0     | 1      | 1     |
|      | San Marino         | 0   | 0     | 1      | 1     |

- Datos: Q25409573